# 1657 en santé et médecine
| Années de la santé et de la médecine : 1654 - 1655 - 1656 - 1657 - 1658 - 1659 - 1660    |
| Décennies de la santé et de la médecine : 1620 - 1630 - 1640 - 1650 - 1660 - 1670 - 1680 |

Cet article présente les faits marquants de l'année 1657 en santé et médecine.

## Événements
- Le médecin gallois Walter Rumsey (en) invente le probang, instrument fait en os de baleine pour nettoyer la gorge et l'estomac[1].

## Décès

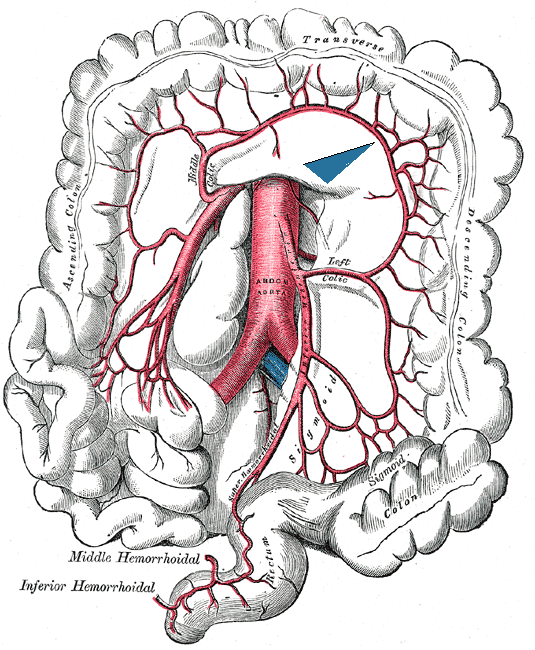
Arcade de Riolan

- 19 février : Jean Riolan le Jeune (né peut-être en 1580), médecin français[2].
- 3 juin : William Harvey (né en 1578), médecin anglais[3].
- 16 juin : Fortunio Liceti (né en 1577), médecin génois[4].